# دبيق بواسييه
دبيق بواسييه (باللاتينية: Bupleurum boissieri) نوع نباتي ينتمي إلى جنس الدبيق من الفصيلة الخيمية.

## الموئل والانتشار
موطن هذا النوع بلاد الشام وتركيا وبعض مناطق القوقاز.